# Stactobia smoli
Stactobia smoli är en nattsländeart som beskrevs av Schmid 1983. Stactobia smoli ingår i släktet Stactobia och familjen smånattsländor. Inga underarter finns listade i Catalogue of Life.